# Hermann Zweigler
Hermann Zweigler (* 13. November 1920 in Frohburg; † unbekannt) war ein deutscher Klempner, Installateur und Heizungsbauer sowie Politiker der DDR-Blockpartei Liberal-Demokratische Partei Deutschlands (LDPD).

## Leben
Zweigler stammte aus dem Freistaat Sachsen und war der Sohn eines Handwerkers. Nach dem Besuch der Volksschule schlug er eine Lehre zum Klempner, Installateur und Heizungsbauer ein, die er mit der Meisterprüfung abschloss. Später wurde er Vorsitzender der 1. PGH des Klempner- und Installateurhandwerks „Aufbau“ in Borna bei Leipzig.

## Politik
Nach dem Zweiten Weltkrieg trat er der in der Sowjetischen Besatzungszone neugegründeten LDPD bei. In den vier Wahlperioden von 1967 bis 1986 war Zweigler Mitglied der LDPD-Fraktion in der Volkskammer. 1967 wurde er in die von Walter Ulbricht geleitete Kommission zur Ausarbeitung einer sozialistischen Verfassung der Deutschen Demokratischen Republik aufgenommen.